# Haworthia calaensis
Haworthia calaensis är en grästrädsväxtart som beskrevs av Ingo Breuer. Haworthia calaensis ingår i släktet Haworthia och familjen grästrädsväxter. Inga underarter finns listade i Catalogue of Life.